# Igor Sechin
Igor Ivanovich Sechin (em russo:  И́горь Ива́нович Се́чин; Leningrado, 7 de setembro de 1960) é um oligarca e político russo. Em 2013, apareceu na lista de 100 pessoas mais influentes do ano pela Time.